# Liga DOS 2022
La Temporada 2022 de la Liga DOS  fue la quinta edición de la historia de la competición de segundo nivel del básquetbol chileno. El campeonato comenzó el 30 de abril de 2022 con los partidos correspondientes a la Conferencia Centro. Luego, una semana después comenzaría la disputa por la Conferencia Sur.
Además, esta competición marcó el regreso de los clubes de la ciudad de Osorno marginados por culpa de los malos manejos de directivas anteriores.
Se dejó establecido que cada institución deberá contar obligatoriamente con un extranjero en su plantilla, y pudiendo hacer dos cambios como máximo durante el transcurso de la competencia.

## Sistema de campeonato

### Temporada regular
Los 16 equipos participantes se dividen en 2 conferencias repartidos geográficamente. Se enfrentan en partidos de ida y vuelta todos contra todos sus rivales de grupo.

### Play-offs
Los cuatro primeros de cada conferencia avanzan a los Play-offs, realizando los siguientes cruces:
```
1° vs 4°
2° vs 3°
```

Se enfrentan rivales entre equipos de la misma conferencia al mejor de 3 partidos.

### Finales
Los 2 mejores equipos de cada conferencia se enfrentan en un cuadrangular final en sede única durante un fin de semana. El campeón asciende a Liga Uno 2023.

## Equipos participantes
| Nombre                   | Ciudad      | Gimnasio                | Capacidad | Entrenador       | Proveedor   | Auspiciador            |
| ------------------------ | ----------- | ----------------------- | --------- | ---------------- | ----------- | ---------------------- |
| Árabe de Valparaíso      | Valparaíso  | Fortín Prat             | 3000      | Claudio Quezada  | Olymphus    | Olymphus               |
| Sportiva Italiana        | Valparaíso  | Fortín Prat             | 3000      | Gianluca Pozo    | Playoff     | UVM                    |
| Club Deportivo Manquehue | Las Condes  | Estadio Manquehue       | 100       | Ernesto Menchaca | Live PRO    | Decathlon              |
| Stadio Italiano          | Las Condes  | Stadio Italiano         | 500       | Galo Lara        | Live PRO    |                        |
| Club Brisas              | La Cisterna | Gimnasio Club Brisas    | 800       | Alejandro Coloma | JF Sports   | RTR Construcción       |
| Sergio Ceppi             | La Cisterna | Sergio Ceppi            | 500       | Carlos Herrera   | Agora Sport | Extreme                |
| Boston College           | Maipú       | Gimnasio Boston College | 3.000     | Patricio Miranda | Molten      | Fundación Boston Educa |
| Luis Matte Larraín       | Puente Alto | Gimnasio Boston College | 3.000     | Mauricio Flores  | Playoff     | CMPC                   |

| Nombre               | Ciudad       | Gimnasio                                  | Capacidad | Entrenador        | Proveedor  | Auspiciador             |
| -------------------- | ------------ | ----------------------------------------- | --------- | ----------------- | ---------- | ----------------------- |
| CD Tomas Lawrence    | San Fernando | Estadio Municipal Techado de San Fernando | 1.500     | Claudio Lavin     | Zeus-Sport | Andimar                 |
| Liceo de Curicó      | Curicó       | Gimnasio Abraham Milad                    | 4000      | Pablo Gatica      | Zeus-Sport | Soler Curicó            |
| Truenos de Talca     | Talca        | Gimnasio Regional                         | 4.500     | Carlos Morales    | Zeus-Sport | Municipalidad de Talca  |
| Alemán de Concepción | Concepción   | Gimnasio Otto                             | 400       | Jaime Urrutia     | Zeus-Sport | Inmobiliaria CISS       |
| Municipal Chillán    | Chillán      | Casa del Deporte de Chillán               | 1300      | Abel Vargas       | Zeus-Sport | Don Benjamín            |
| Liceo Pablo Neruda   | Temuco       | Olímpico UFRO                             | 3.200     | Carlos Iglesias   | Playoff    | Municipalidad de Temuco |
| Deportivo Osorno     | Osorno       | Gimnasio María Gallardo                   | 5.500     | Marcelo Hernández | Zeus-Sport | Fegosa                  |
| Español de Osorno    | Osorno       | Gimnasio Español                          | 1.800     | Marcelo Macías    | Playoff    | Bonisimo                |

## Jugadores extranjeros
La siguiente lista muestra los jugadores extranjeros utilizados durante la competencia:
| Club                 | Jugador 1         | Jugador 2                 | Jugador 3       |
| -------------------- | ----------------- | ------------------------- | --------------- |
| Árabe de Valparaíso  | Efraín Barcenas   | Pedro Soares da Silva     |                 |
| Sportiva Italiana    | Federico Herrera  |                           |                 |
| CD Manquehue         | Martín Gómez      |                           |                 |
| Stadio Italiano      | Joseph Campos     |                           |                 |
| Club Brisas          | Cristhian Poleo   |                           |                 |
| Sergio Ceppi         | Edgar Arteaga     |                           |                 |
| Boston College       | Manuel Lambrisca  |                           |                 |
| Luis Matte Larraín   | Víctor González   | Luis Adrián Montoya       | Jorge Velasco   |
| CD Tomas Lawrence    | Carlos Milano     | Marcelo Rodríguez         |                 |
| Liceo de Curicó      | Ángel Ibáñez      |                           |                 |
| Truenos de Talca     | Jeankovic Pérez   | Robinson Villarroel       |                 |
| Alemán de Concepción | Sergio Mijares    |                           |                 |
| Municipal Chillán    | Andrés Martínez   | Vinicius Ruiz de Siqueira | José Yabichella |
| Liceo Pablo Neruda   | Cristian Amicucci |                           |                 |
| CDSC Osorno          | Lucas Díaz        | Travion Leonard           |                 |
| Español de Osorno    | Gil Atencio       | Franco Barroso            | Martín Leiva    |

## Tablas de posiciones
Clave: Pts: Puntos; PJ: Partidos jugados; PG: Partidos ganados; PP: Partidos Perdidos.

### Conferencia Centro
| Pos | Equipo              | Pts | PJ | PG | PP |
| --- | ------------------- | --- | -- | -- | -- |
| 1   | Sportiva Italiana   | 27  | 14 | 13 | 1  |
| 2   | Sergio Ceppi        | 23  | 14 | 9  | 5  |
| 3   | Boston College      | 23  | 14 | 9  | 5  |
| 4   | CD Manquehue        | 23  | 14 | 9  | 5  |
| 5   | Árabe de Valparaíso | 20  | 14 | 6  | 8  |
| 6   | CLub Brisas         | 17  | 14 | 3  | 11 |
| 7   | Luis Matte Larraín  | 17  | 14 | 3  | 11 |
| 8   | Stadio Italiano     | 17  | 14 | 4  | 9  |

En negrita los clasificados al playoff.

### Conferencia Sur
| Pos | Equipo               | Pts | PJ | PG | PP |
| --- | -------------------- | --- | -- | -- | -- |
| 1   | Español de Osorno    | 27  | 14 | 13 | 1  |
| 2   | Liceo Pablo Neruda   | 26  | 14 | 12 | 2  |
| 3   | Truenos de Talca     | 23  | 14 | 9  | 5  |
| 4   | CDSC Osorno          | 22  | 14 | 9  | 4  |
| 5   | Tomas Lawrence       | 19  | 14 | 5  | 9  |
| 6   | Alemán de Concepción | 18  | 14 | 4  | 10 |
| 7   | Liceo de Curicó      | 16  | 14 | 3  | 10 |
| 8   | Municipal Chillán    | 15  | 14 | 1  | 13 |

En negrita los clasificados al playoff.
 * 

## Playoffs

### Sportiva Italiana -  CD Manquehue
| 7 de agosto de 2022 | Sportiva Italiana                                   | 75–63 (Series: 1 - 0)                 | CD Manquehue                                     | Valparaíso                                         |  |
| 19:30               | Parciales: 20-21, 16-11, 18-14, 21-17               | Parciales: 20-21, 16-11, 18-14, 21-17 | Parciales: 20-21, 16-11, 18-14, 21-17            |                                                    |  |
|                     | Estadísticas G.Hernandez 29 M.Lubiano 8 B.Herrera 4 | Reporte Pts Reb Asts                  | Estadísticas 22 J.Peters 4 F.Schuler 3 J.Schuler | Pabellón: Gimnasio Arlegui Televisión: lnbchile.tv |  |

| 14 de agosto de 2022 | CD Manquehue                                       | 87–82 (Series: 1 - 1)                              | Sportiva Italiana                                   | Las Condes                                                                                          |  |
| 20:30                | Parciales: 16-24, 17-12, 24-20, 12-19 (T.E.: 12-7) | Parciales: 16-24, 17-12, 24-20, 12-19 (T.E.: 12-7) | Parciales: 16-24, 17-12, 24-20, 12-19 (T.E.: 12-7)  | |  |
|                      | Estadísticas M.Gomez 46 F.Schuler 9 S.Fernandez 7  | Reporte Pts Reb Asts                               | Estadísticas 28 G.Hernandez 9 B.Herrera 4 B.Herrera | Pabellón: Club Manquehue Árbitros: Mauricio Silva Miguel Bravo Matias Stone Televisión: lnbchile.tv |  |

| 15 de agosto de 2022 | Sportiva Italiana                                  | 74–64 (Series: 2 - 1)                 | CD Manquehue                                    | Valparaíso                                                                                                 |  |
| 19:00                | Parciales: 15-18, 22-14, 20-19, 17-14              | Parciales: 15-18, 22-14, 20-19, 17-14 | Parciales: 15-18, 22-14, 20-19, 17-14           | |  |
|                      | Estadísticas F.Herrera 21 J.Barra 10 G.Hernandez 4 | Reporte Pts Reb Asts                  | Estadísticas 25 M.Gomez 9 J.Schuler 5 F.Schuler | Pabellón: Fortín Prat Árbitros: Enzo Fernández Mariajesús González Eduardo Jeraldo Televisión: lnbchile.tv |  |

Sportiva Italiana gana la serie por 2 - 1.

### Sergio Ceppi -  Boston College
| 7 de agosto de 2022 | Sergio Ceppi                                        | 44–63 (Series: 0 - 1)              | Boston College                                     | La Cisterna                                                                                               |  |
| 20:00               | Parciales: 7-14, 12-7, 18-19, 7-25                  | Parciales: 7-14, 12-7, 18-19, 7-25 | Parciales: 7-14, 12-7, 18-19, 7-25                 | |  |
|                     | Estadísticas B.Guerra 11 G.Gonzalez 8 C.Retamales 2 | Reporte Pts Reb Asts               | Estadísticas 15 C.Sanchez 12 M.Lambrisca 5 R.Rojas | Pabellón: Sergio Ceppi Árbitros: Enzo Fernádez Mauricio Silva Mariajesús González Televisión: lnbchile.tv |  |

| 13 de agosto de 2022 | Boston College                               | 72–51 (Series: 0 - 2)                | Sergio Ceppi                                   | Maipú |  |
| 18:00                | Parciales: 24-8, 14-19, 15-13, 19-11         | Parciales: 24-8, 14-19, 15-13, 19-11 | Parciales: 24-8, 14-19, 15-13, 19-11           | |  |
|                      | Estadísticas R.Rojas 20 H.Louis 22 R.Rojas 5 | Reporte Pts Reb Asts                 | Estadísticas 23 B.Guerra 8 J.Holt 1 F.Aguilera | Pabellón: Gimnasio Boston College Árbitros: Christian López Pablo Mardones Luis Flores Televisión: lnbchile.tv |  |

Boston College gana la serie por 2 - 0

### Español de Osorno -  CDSC Osorno
| 5 de agosto de 2022 | Español de Osorno                                    | 93–68 (Series: 1 - 0)                 | CDSC Osorno                                       | Osorno                                                                                              |  |
| 21:00               | Parciales: 22-20, 20-22, 21-16, 30-14                | Parciales: 22-20, 20-22, 21-16, 30-14 | Parciales: 22-20, 20-22, 21-16, 30-14             | |  |
|                     | Estadísticas S.Suarez 31 M.Sepúlveda 15 F.Morales 11 | Reporte Pts Reb Asts                  | Estadísticas 14 C.Aranda 12 C.Aranda 7 S.Figueroa | Pabellón: Monumental María Gallardo Árbitros: Raúl Aguilar Sebastián Negrón Televisión: lnbchile.tv |  |

| 13 de agosto de 2022 | CDSC Osorno                                         | 72–79 (Series: 2 - 0)                 | Español de Osorno                                 | Osorno                                                                               |  |
| 20:00                | Parciales: 16-22, 13-18, 16-14, 27-25               | Parciales: 16-22, 13-18, 16-14, 27-25 | Parciales: 16-22, 13-18, 16-14, 27-25             |                                                                                      |  |
|                      | Estadísticas T.Leonard 33 T.Leonard 19 S.Figueroa 3 | Reporte Pts Reb Asts                  | Estadísticas 20 S.Suarez 16 F.Barroso 7 F.Morales | Pabellón: Monumental María Gallardo Árbitros: Eric Navarrete Televisión: lnbchile.tv |  |

Español de Osorno gana la serie por 2 - 0

### Liceo Pablo Neruda -  Truenos de Talca
| 7 de agosto de 2022 | Liceo Pablo Neruda                                  | 72–90 (Series: 0 - 1)                 | Truenos de Talca                                    | Villarrica                                                                    |  |
| 20:30               | Parciales: 14-19, 27-15, 16-28, 15-28               | Parciales: 14-19, 27-15, 16-28, 15-28 | Parciales: 14-19, 27-15, 16-28, 15-28               |                                                                               |  |
|                     | Estadísticas C.Cabrera 18 C.Amicucci 7 C.Amicucci 5 | Reporte Pts Reb Asts                  | Estadísticas A.Morales 21 J.Avendaño 14 A.Morales 8 | Pabellón: Municipal de Villarrica Árbitros: Brayan Castro Televisión: no hubo |  |

| 14 de agosto de 2022 | Truenos de Talca                                   | 77–88 (Series: 1 - 1)                 | Liceo Pablo Neruda                                   | Talca                                                                          |  |
| 17:00                | Parciales: 15-25, 19-28, 11-21, 32-24              | Parciales: 15-25, 19-28, 11-21, 32-24 | Parciales: 15-25, 19-28, 11-21, 32-24                |                                                                                |  |
|                      | Estadísticas A.Morales 23 N.Morales 16 A.Morales 4 | Reporte Pts Reb Asts                  | Estadísticas 30 C.Amicucci 15 C.Amicucci 7 G.Linfati | Pabellón: Gimnasio Cendyr Sur Árbitros: Enzo Fernández Televisión: lnbchile.tv |  |

| 20 de agosto de 2022 | Liceo Pablo Neruda                               | 98–83 (Series: 2 - 1)                 | Truenos de Talca                                   | Temuco                                                                                          |  |
| 20:00                | Parciales: 21-21, 25-25, 22-18, 30-19            | Parciales: 21-21, 25-25, 22-18, 30-19 | Parciales: 21-21, 25-25, 22-18, 30-19              |                                                                                                 |  |
|                      | Estadísticas F.Acuña 24 C.Amicucci 9 F.Garrido 8 | Reporte Pts Reb Asts                  | Estadísticas 25 A.Morales 8 J.Avendaño 5 A.Morales | Pabellón: Ribereño Árbitros: Sebastián Negrón Raúl Aguilar Carla Vargas Televisión: lnbchile.tv |  |

 Liceo Pablo Neruda gana la serie por 2 - 1

## Cuadrangular final
El cuadrangular final de la Liga DOS 2022 fue disputado en el Gimnasio Monumental María Gallardo de la ciudad de Osorno.
| Pos | Equipos            | Pts | J | G | P | P.F. | P.C. | +/- | Clasificación                 |
| --- | ------------------ | --- | - | - | - | ---- | ---- | --- | ----------------------------- |
| 1   | Español de Osorno  | 6   | 3 | 3 | 0 | 281  | 213  | +68 | Campeón. Ascendido a Liga UNO |
| 2   | Sportiva Italiana  | 5   | 3 | 2 | 1 | 215  | 219  | -4  |                               |
| 3   | Liceo Pablo Neruda | 4   | 3 | 1 | 2 | 215  | 258  | -43 |                               |
| 4   | Boston College     | 3   | 3 | 0 | 3 | 211  | 232  | -21 |                               |

### Resultados
El torneo se desarrolló durante el fin de semana del 26 de agosto de 2022.
| Fecha | Día   | Local              | Resultado | Visitante          |
| ----- | ----- | ------------------ | --------- | ------------------ |
| 1     | 26/08 | Sportiva Italiana  | 83-70     | Liceo Pablo Neruda |
| 1     | 26/08 | Español de Osorno  | 87-81     | Boston College     |
| 2     | 27/08 | Sportiva Italiana  | 74-63     | Boston College     |
| 2     | 27/08 | Español de Osorno  | 108-74    | Liceo Pablo Neruda |
| 3     | 28/08 | Liceo Pablo Neruda | 71-67     | Boston College     |
| 3     | 28/08 | Español de Osorno  | 86-58     | Sportiva Italiana  |

## Campeón
|                               |
| Español de Osorno 1.er título |

| Predecesor: LNB2 2021 | Liga DOS 2022 | Sucesor: Liga DOS 2023 |